# Can Novelliques
Can Novelliques és una masia de Perafita (Lluçanès) inclosa a l'Inventari del Patrimoni Arquitectònic de Catalunya.

## Descripció
Edifici de tres pisos, de planta rectangular i teulat a doble vessant construït en diferents etapes. La primera correspon a la part central i l'esquerra de la façana amb dues obertures a cada pis amb llindes de pedra a la planta i al primer pis i llindes de fusta al tercer. Una de les llindes conserva la data 1793. El mur, fet de pedres irregulars, conserva bona part de l'arrebossat. La segona construcció amplia l'edifici a la part dreta de la façana, a la qual se li afegeix un cobert. Aquesta construcció presenta el mur de pedra vista amb peces irregulars i poc morter i carreus ben tallats a les cantonades. Altres construccions annexes són de maó.
El paller és un edifici de dos pisos, de planta rectangular i coberta a doble vessant. Encara es fa servir de paller. L'edifici presenta dues façanes amb obertures. La façana estreta té un porta i una finestra al primer pis i el segon pis amb dues grans obertures separades pel pilar central, i protegides amb fustes verticals. La façana ampla presenta dos obertures arcades a cada pis. Els murs són de pedres irregulars i morter però les obertures estan voltades de maó.